# حسنية (اسم)
حسنية هو اسم علم مؤنث من أصل عربي، ومعناه هو منسوب إلى «فوز» وهي الظافرة دائمًا الناجية من المفازة حقيقة أو على التفاؤل.

## شخصيات تحمل الاسم
- حسنية جبارة (سياسية إسرائيلية، 11 أبريل 1958 – )

## وصلات خارجية
- موسوعة السلطان قابوس لأسماء العرب نسخة محفوظة 5 أبريل 2019 على موقع واي باك مشين.